# Joseph Cordina
Joseph „Joe“ Samuel Cordina (* 1. Dezember 1991 in Cardiff, Wales) ist ein britischer Profiboxer und ehemaliger Weltmeister der International Boxing Federation (IBF) im Superfedergewicht.

## Amateurkarriere
Cordina ist Waliser Meister 2013 und 2014. Er gewann 2012 eine Bronzemedaille bei den ersten U22-Europameisterschaften in Kaliningrad. Nach Siegen gegen Airin Ismetow aus Bulgarien und Artur Bril aus Deutschland unterlag er im Halbfinale knapp gegen Maxim Schmigljew aus Russland (12:13).
Im April 2014 gewann er das Gee-Bee Tournament in Finnland, wobei er Artjoms Ramlavs aus Lettland, Wjatscheslaw Schipunow aus Russland und Chad Milnes aus Neuseeland besiegte. Im Juli 2014 folgte der Gewinn einer Bronzemedaille bei den Commonwealth Games in Glasgow. Er schlug Pat McCormack aus England, David Gauthier aus Kanada und erneut Chad Milnes, ehe er im Halbfinale gegen Charles Flynn aus Schottland ausschied. Im November 2014 setzte er sich gegen Roland Gálos aus Ungarn, Wadim Ivaniuc aus Moldawien und Pawlo Ischtschenko aus der Ukraine durch und gewann somit die Goldmedaille beim Golden Belt Tournament in Rumänien.
Im August 2015 gewann er die Europameisterschaften in Samokow. Nach einem erneuten Vorrundensieg gegen Roland Gálos (3:0) schlug er im Achtelfinale Dawid Michelus (3:0) aus Polen. Nach einem überraschenden Viertelfinalsieg durch t.K.o. in der ersten Runde gegen den Italiener Domenico Valentino kam er in die Medaillenränge und schlug beim Einzug ins Finale den Niederländer Enrico Lacruz (3:0). Den Finalkampf gegen den Georgier Otar Eranossian entschied er mit 3:0 für sich.
Bei den Weltmeisterschaften 2015 in Doha besiegte er den Australier Josh Keirl und den Nordkoreaner Kwon Chol-Guk, unterlag jedoch im Viertelfinale gegen den Brasilianer Robson Conceição. Im Februar 2016 gewann er das Bocskai Turnier in Ungarn, wobei er im Finale Sofiane Oumiha besiegte. Bei der europäischen Olympiaqualifikation im April 2016 in Samsun erkämpfte er sich gegen Miklós Varga, Domenico Valentino und David Joyce einen Startplatz für die Olympischen Spiele 2016. Dort besiegte er in der Vorrunde Charly Suarez, schied aber im Achtelfinalkampf gegen Xurshid Tojiboyev aus.

## Profikarriere
Am 22. April 2017 bestritt er in Liverpool sein Profidebüt und gewann vorzeitig gegen Jose Aguilar. Im März 2018 gewann er den „International“-Titel der WBA, im August 2018 den Commonwealth-Titel, im April 2019 die britische Meisterschaft und im November 2019 den „Continental“-Titel der WBA.
Am 4. Juni 2022 gewann er den IBF-Weltmeistertitel im Superfedergewicht; er besiegte dabei den Japaner Ken’ichi Ogawa durch K. o. in der zweiten Runde. 2023 gewann er Titelverteidigungen gegen Schawkat Rachimow und Edward Vazquez. Am 18. Mai 2024 verlor er den Titel durch eine TKO-Niederlage an Anthony Cacace.